# Isabela (Basilan)
Isabela, coloquialmente Isabela de Basilan, es una ciudad filipina y la cabecera de facto de la provincia de Basilan, aunque tiene una compleja situación administrativa con una doble vinculación a la Región autónoma del Mindanao Musulmán y a la Región de la Península de Zamboanga (con cuya capital tiene una especial relación histórica).
La ciudad está al noroeste de la isla de Basilan. Y cruzando el estrecho de Basilan, queda al norte la ciudad de Zamboanga, en la isla de Mindanao. Según el censo del año 2020 la ciudad de Isabela tiene una población de 130,379 personas.
La ciudad tiene el nombre de Isabel por Isabel II de España reina de España cuando fue fundada, en 1848.
Fue la última ciudad fundada por los españoles en la antigua monarquía, concretamente en la Capitanía General de Filipinas, otrora dependiente del Virreinato de la Nueva España.
Por los azares de la Historia, la primera ciudad fundada por Cristobal Colón tras el descubrimiento de América, que iniciaría el ciclo que se cerró con Isabela de Basilán, tuvo el mismo nombre. Se trata de La Isabela, en la isla de La Española (actual República Dominicana).
Cuenta en el sector salud con el Hospital Juan S. Alano  cuya área de acción abarca los cinco (5) municipios de la provincia a saber: Lamitan, Maluso, Lantawan, Sumisip y Tipo-Tipo.

## Barangayes
Políticamente la ciudad de Isabel se divide en 45 barangayes.
| - Aguada - Balatanay - Baluno - Begang - Binuangan - Busay - Cabunbata - Calvario - Carbón - Diki - Isabela Eastside (Pob.) - Isabela Proper (Pob.) - Dona Ramona T. Alano - Kapatagan Grande - Kaumpurnah Zone I | - Kaumpurnah Zone II - Kaumpurnah Zone III - Kumalarang - La Piedad (Pob.) - Lampinigan - Lanote - Lukbuton - Lumbang - Makiri - Maligue (Lunot) - Marang-marang - Marketsite (Pob.) - Menzi - Panigayan - Panunsulan | - Port Area (Pob.) - Riverside - San Rafael - Santa Barbara - Santa Cruz (Pob.) - Seaside (Pob.) - Sumagdang - Sunrise Village (Pob.) - Tabiawan - Tabuk (Pob.) - Timpul - Kapayawan - Masula - Small Kapatagan - Tampalan |

## Historia

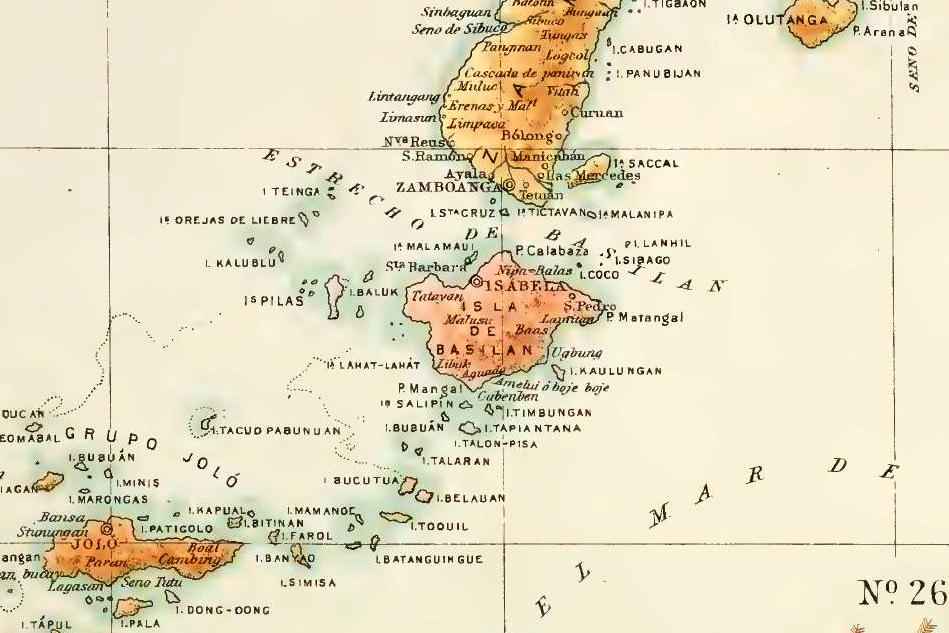
Distrito 6º de Basilan en 1899.

Para adelantar en la ocupación y dominio de la isla, se creó por Real Decreto de 30 de julio de 1860, el Gobierno de Mindanao; se dividió su territorio en seis distritos; se fijó un meditado plan de operaciones y se adoptó un sistema político militar.
A principios del siglo XX la isla de Mindanao se halla dividida en siete distritos o provincias una de las cuales era el Distrito 6º de Basilan que comprendía la isla de Basilan, su capital era La Isabela.